# Rotoscópio
Um rotoscópio é um dispositivo que permite, aos animadores, redesenhar quadros de filmagens para serem usados em animação. Pode ser usado para animar seguindo uma referência filmada. Ele pode ser considerado um precursor da moderna captura de movimento digital. O aparelho foi inventado por Max Fleischer, que o utilizou em sua série Out of the Inkwell a partir de 1914. Fleischer contou com o seu irmão, Dave Fleischer, vestido de palhaço, como o filme de referência para o personagem Koko the Clown. O rotoscópio foi utilizado, posteriormente, em uma vasta gama de desenho animados, sendo, os mais notáveis: as danças de Cab Calloway em três desenhos da Betty Boop do início da década de 1930, e a animação do Gulliver em Gulliver's Travels (1939).
Alguns animadores mais puristas desprezam a rotoscopia, porém esta técnica frequentemente propicia bons efeitos. Quando utilizado como uma ferramenta de referência para o animador, pode poupar-lhe muito tempo. A The Walt Disney Company a empregou efetivamente em Branca de Neve e os sete anões, primeiramente usando-a na animação do Príncipe. Diferentemente, Ralph Bakshi usou a rotoscopia de forma um pouco depreciativa na animação O Senhor dos Anéis, de 1978, e Wizards, de 1977 - e, assim, ele pôde produzir animação sem a contratação de animadores. O uso da rotoscopia, como feito por Bakshi, não é muito aclamado pela crítica.
A produtora Filmation, fundada na década de 1960, utilizou, em larga escala, a técnica, sendo reconhecida como "estilo Filmation".
A rotoscopia de baixa qualidade tem leve desvios da linha que transparecem na exibição quadro a quadro, quando a animação causa um efeito de "agitação". Evitar esta "agitação" requer habilidade de quem está aplicando a técnica.

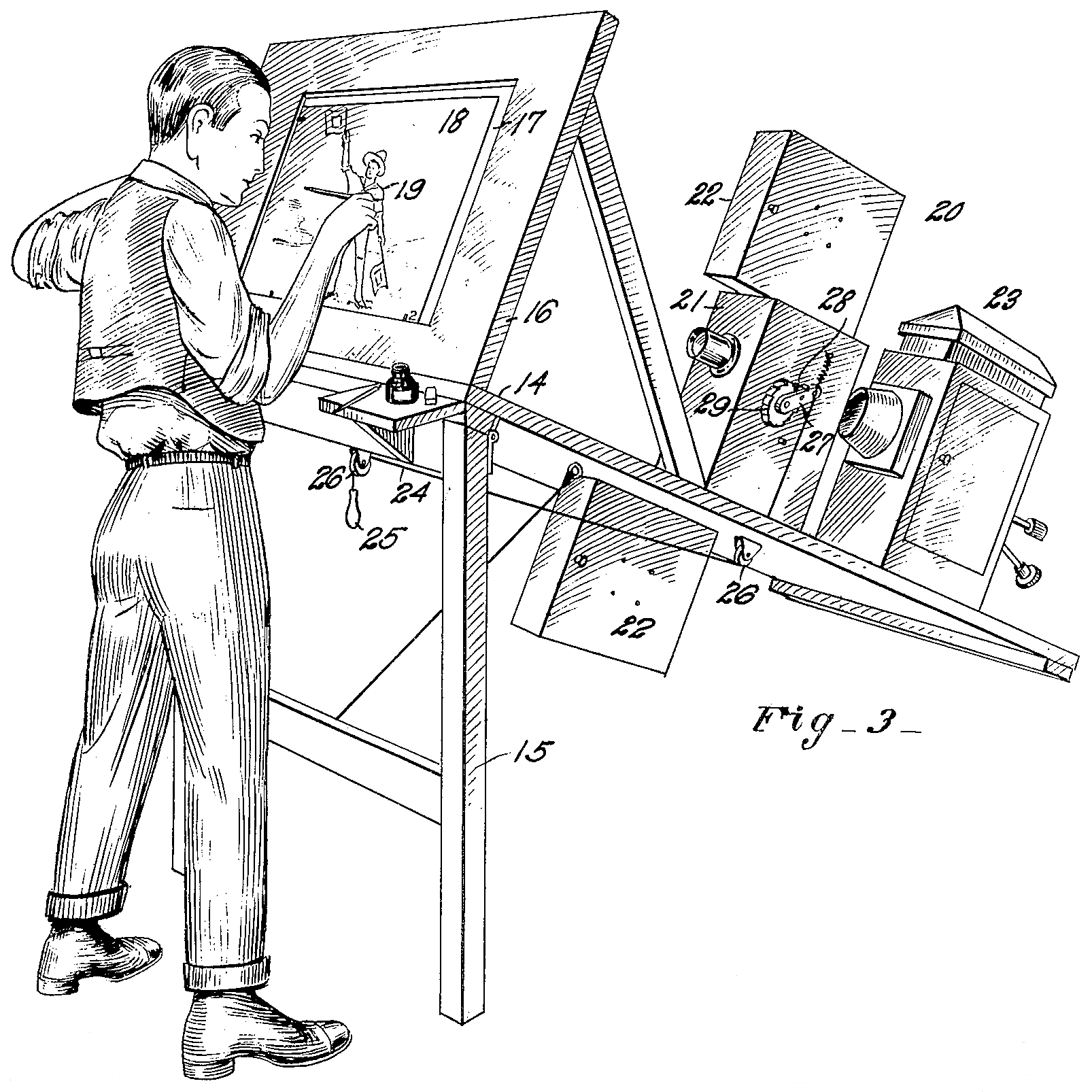
Rotoscópio original de Dave Fleischer.

A rotoscopia foi utilizada com frequência como ferramenta para efeitos especiais em filmes. Desenhando um objeto, uma silhueta (conhecida como matte) pode ser criada e usada para criar um espaço vazio no fundo da cena. Isso permite que objetos sejam colocados nesta cena. De qualquer forma, esta técnica foi largamente substituída pela técnica de chroma key.
Além disso, a rotoscopia também foi utilizada para permitir efeitos especiais visuais guiados pela matte ou linha rotoscopiada. Um uso clássico da rotoscopia tradicional são nos três filmes originais do Guerra nas Estrelas, tendo sido utilizado para criar os sabres de luz, criando uma silhueta baseada nos bastões segurados pelos atores.
O termo "rotoscopia" é, agora, usado de forma generalizada para os processos digitais correspondentes para desenhar imagens sobre o filme digital produzindo mattes. Esta técnica continua sendo vastamente usada em casos especiais, onde a tela azul não pode ser utilizada de forma satisfatória. A rotoscopia em domínio digital é frequentemente auxiliada por softwares de motion tracking e onion-skinning. A rotoscopia é usada frequentemente na preparação de talhos de matte para outros processos que utilizam matte.
Richard Linklater produziu um longa-metragem usando rotoscopia digital chamado Waking Life, criando uma imagem surreal com as sequências do filme, técnica também utilizada na produção do filme A Scanner Darkly.
Essa técnica também foi utilizada com bons resultados no videoclipe da música Take on Me, da banda A-ha, da década de 1980.

Animação feita com rotoscópio.

## Filmes notáveis que contaram com a técnica de rotoscopia
- Star Wars Episódio IV: Uma Nova Esperança
- Star Wars Episódio V: O Império Contra-Ataca
- Star Wars Episódio IV: O Retorno de Jedi
- Star Wars Episódio I: A Ameaça Fantasma
- Star Wars Episódio II: Ataque dos Clones
- Star Wars Episódio III: A Vingança dos Sith
- Branca de Neve e os Sete Anões
- A Bela Adormecida
- As Viagens de Gulliver (1939 Fleischer Studios)
- Super-homem (desenho animado da década de 1940)
- The Secret of NIMH
- A Pequena Sereia
- A Bela e a Fera
- Aladdin
- Pocahontas
- Atlantis: The Lost Empire
- Lilo & Stitch
- O Rei Leão
- He-Man e os Defensores do Universo
- She-Ra: A Princesa do Poder
- Waking Life

## Videogames que usaram rotoscopia
- The Last Express
- Prince of Persia
- Hotel Dusk: Room 215
- Flashback: The Quest for Identity

## Séries que usaram rotoscopia
- South Park: Major Bompaca (Ing.:Boobage Maior)

## Animes que usaram rotoscopia
- Aku no Hana